# قاضی‌زاده رومی
صلاح‌الدین موسی پاشا معروف به قاضی‌زاده رومی، ریاضی‌دان و ستاره‌شناس بوده‌است او در سال ۱۳۶۷ میلادی در شهر بورسا (در ترکیه کنونی) به دنیا آمد و در سمرقند (در ازبکستان کنونی) وفات یافت. او سینوس را تا یک درجه با تقریب ۱۰−۱۲ محاسبه نمود.
قاضی‌زاده همراه الغ بیگ و غیاث‌الدین جمشید کاشانی و چندین ستاره‌شناس دیگر در رصدخانه الغ‌بیگ در سمرقند به تحقیق پرداخت و زیج سلطانی را که اولین لیست دقیق ستاره‌ها بعد از زیج ایلخانی بود که دو قرن قبل از آن در رصدخانه مراغه تهیه شده بود. زیج سلطانی حاوی مشخصات محل قرار ۹۹۲ ستاره است.